# Corsa agli armamenti evolutiva
La corsa agli armamenti evolutiva (Evolutionary arms race, tradotta anche come corsa evolutiva agli armamenti) consiste in un miglioramento della propria linea genealogica per poter sopravvivere, come diretta conseguenza dei miglioramenti di altre linee genealogiche. È un tipo di coevoluzione. In termini più semplice si tratta di un tipo di competizione, fra due o più organismi, della stessa o di diverse specie, i quali presentano, nel corso del tempo, degli adattamenti che gli permetteranno, sempre con maggiore efficienza, di riuscire a resistere, se non in alcuni casi a vincere, la sfida. Fatte queste premesse, si può dire che si tratta di un potente motore dell'evoluzione (come d'altronde suggerisce l'ipotesi della Regina Rossa). Questo concetto è stato definito da Richard Dawkins. Il nome scelto per questo fenomeno, è evidentemente ispirato all'omonimo fenomeno, tutto umano, dell'affrettarsi a produrre e sviluppare il maggior numero di armi e tecnologie militari, nel minore tempo possibile.

## Tipi di corsa
Esistono due tipi di corsa agli armamenti: quella simmetrica, e quella asimmetrica:
- La simmetrica si verifica quando due o più organismi competono per lo stesso obbiettivo (diritto di accoppiamento, attenzioni da parte dei genitori...) o per le stesse risorse (nutrienti, luce, acqua...).
- La asimmetrica si verifica quando due o più organismi competono per obbiettivi differenti (il predatore cerca di prendere la preda, e la preda cerca di sfuggire al predatore).

## Esempi
Gli esempi da poter fare sono tantissimi, in quanto è difficile pensare che non un singolo organismo vivente o vissuto sulla terra, non abbia almeno per una volta, dovuto interagire e quindi competere con gli altri bioti.
Di quella simmetrica abbiamo:
- In qualsiasi foresta, le piante sono state costrette a competere fra loro per riuscire a raggiungere la maggior esposizione alla luce possibile. Per questo, col tempo, l'altezza di queste è inevitabilmente aumentata in quanto le piante più piccole morivano all'ombra di quelle più alte. Gli armamenti in questo caso, sono tronchi più alti.[5]
- Per riuscire a guadagnarsi il diritto all'accoppiamento con le femmine, molti maschi di diverse specie hanno affilato le loro corna, zanne e artigli proprio per poter riuscire a battere l'avversario, e aumentare così la propria fitness.

Di quella asimmetrica abbiamo:
- La lotta fra un qualsiasi predatore e la sua preda. Nel caso nasca un predatore più efficiente (con doti fisiche o intellettive migliori per cacciare), la sua fitness aumenterà all'interno della sua popolazione, e questo creerà, data la selezione naturale, un intero gruppo di predatori più efficienti. Questo inizialmente farà diminuire la popolazione della preda, fino a quando di solito non si presenta un individuo con caratteristiche migliori (con sensi più raffinati o doti fisiche migliori per salvarsi), il quale avrà più possibilità di non venir ucciso dal predatore, e quindi di avere una fitness migliore dei suoi conspecifici. Il sistema così è riportato all'equilibrio, fino a quando non si ripresenterà un predatore o una preda migliore in qualche fattore di sopravvivenza.
- La lotta fra parassiti e ospiti. Dove il parassita inventa sempre nuovi sistemi per riuscire ad impossessarsi dell'ospite e cercare di viverci assieme il tempo più lungo possibile, e dove l'ospite, inventa nuovi metodi per non contrarre il parassita, o di sbarazzarsene una volta contratto. Questo vuol dire che il moderno sistema immunitario dei moderni organismi, è una diretta conseguenza di tale corsa.[6]

## Fine della corsa

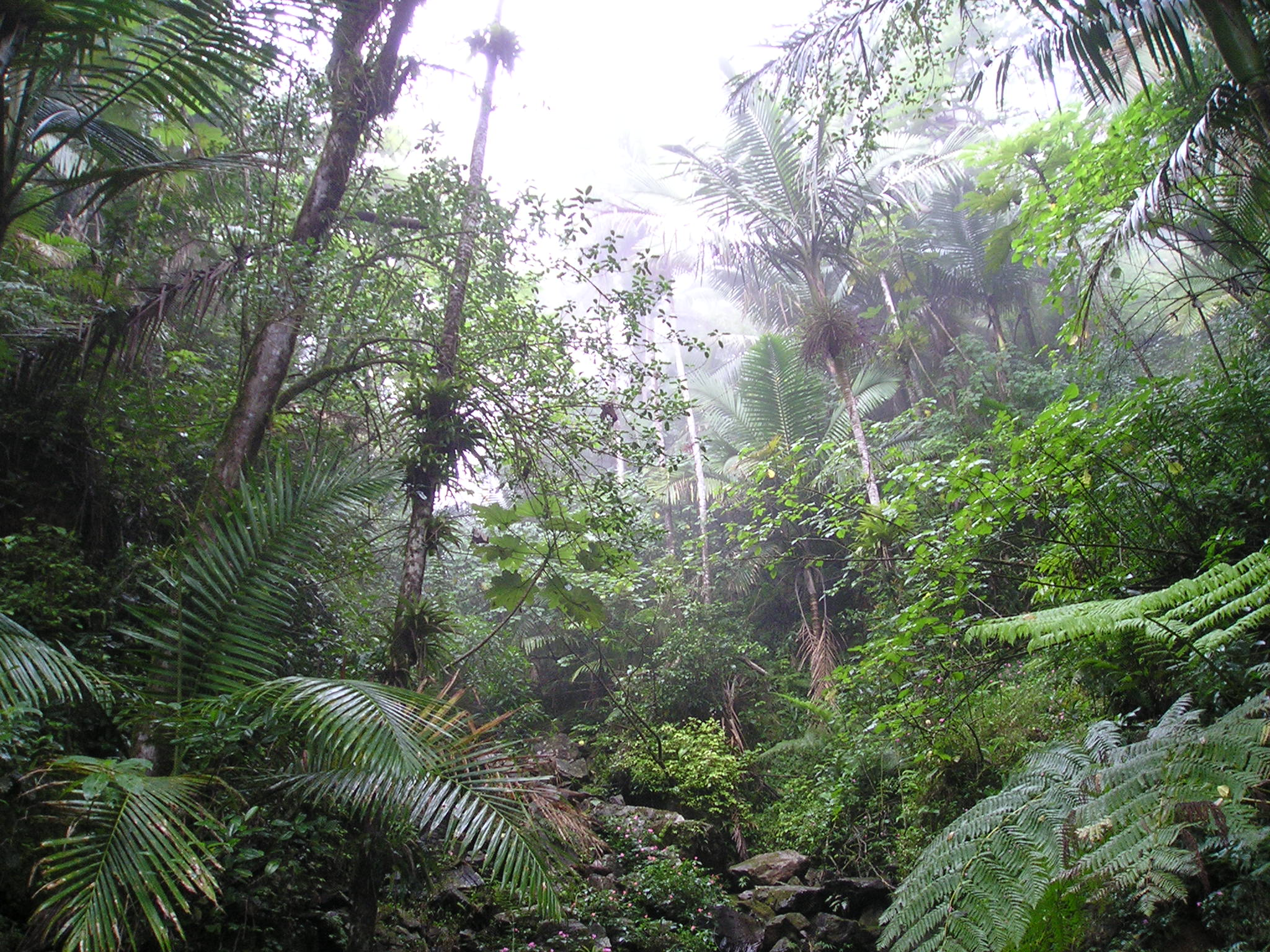
L'altezza di una pianta dipende da quanto il suo tessuto meccanico sia robusto e da quanto le sue radici siano profonde.

La corsa, per forza di cose, non può continuare all'infinito. Infatti, non vediamo alberi lunghi chilometri, o animali che si muovono a velocità supersoniche. Il limite è quindi determinato dalla necessità fisiche e ambientali degli organismi. Per esempio, il movimento genera calore, e un ghepardo che corre nella savana, rischia facilmente di surriscaldarsi. Per questo, fino a quando l'animale non avrà sviluppato un sistema di dissipazione migliore del calore, la sua velocità non potrà aumentare più di un certo livello (ovviamente si tratta di un esempio semplificato in quanto non è solo il calore a limitare la velocità del felino, ma anche la struttura ossea e muscolare, i riflessi e una serie di altri fattori fisico-intellettivi). Le piante smettono di crescere poi, perché oltre un certo limite, non conviene più aumentare di dimensioni; quindi alla fine c'è sempre un bilancio fra i vantaggi e gli svantaggi, in quanto se si è alti, si prende molto più sole, ma allo stesso tempo, bisogna nutrirsi di più e aumenta il rischio di rottura del tronco a causa del vento o di altri fattori abiotici.